# Canva
Canva ist ein australisches Softwareunternehmen mit Sitz in Sydney. Es vertreibt gleichnamige Produkte zur Erstellung visueller Inhalte, unter anderem als Webanwendung und als mobile App. Die Anwendungen stützen sich auf das Drag-and-Drop-Prinzip und beinhalten unter anderem Vorlagen, Bilder, Schriftarten und Grafikelemente. Die Produktnutzung ist zunächst kostenfrei. Das Unternehmen bietet ergänzend auch kostenpflichtige Funktionserweiterungen an.

## Geschichte
Das Unternehmen wurde am 1. Januar 2013 von Melanie Perkins, Cliff Obrecht und Cameron Adams in Sydney gegründet und verzeichnete bereits im ersten Jahr über 750.000 monatlich aktive Nutzer.
Das ebenfalls in Australien entstandene Start-Up Zeetings wurde 2018 von Canva aufgekauft. 2019 kamen die beiden deutschen Stockfoto-Anbieter Pixabay und Pexels dazu.
2020 erklärte Canva, mittlerweile einen Marktwert von über 6 Milliarden US-Dollar erreicht zu haben. Bis heute hat das australische Unternehmen von unterschiedlichen Investoren insgesamt über 300 Millionen US-Dollar gesammelt und beschäftigt über 1.000 Mitarbeiter.
Canva gab 2020 ebenfalls bekannt, dass mittlerweile über 30 Millionen Nutzer monatlich die Software nutzen würden.
Im September 2021 konnte Canva 200 Millionen US-Dollar bei einer Firmenbewertung von 40 Milliarden US-Dollar einsammeln.
Am 26. März 2024 gab der Hersteller der Affinity Suite Serif bekannt, dass Canva an diesem Tag Serif übernommen hat.

## Cyber-Angriff
Im Mai 2019 wurde die Plattform Opfer eines Hackerangriffs, dabei wurden Daten von über 139 Millionen Nutzern gestohlen. Das Unternehmen teilte damals mit, dass die Hacker keine Möglichkeit hätten, an die Passwörter zu gelangen. Am 11. Januar 2020 wurde jedoch festgestellt, dass es die Angreifer bereits geschafft hatten, Passwörter von etwa vier Millionen Benutzerkonten zu entschlüsseln.